# Itabira
Itabira är en stad och kommun i delstaten Minas Gerais i östra Brasilien. Befolkningen uppgår till cirka 100 000 invånare. Itabira grundades i början av 1700-talet av guldletare, som gav platsen namnet Itabira do Mato Dentro. Itabira var födelseorten för poeten Carlos Drummond de Andrade.

## Administrativ indelning
Kommunen var år 2010 indelad i tre distrikt:
- Ipoema
- Itabira
- Senhora do Carmo

## Befolkningsutveckling
| Område              | Areal (km²)   | Invånarantal 1 augusti 2000 | Invånarantal 1 augusti 2010 | Invånarantal 1 juli 2014 |
| ------------------- | ------------- | --------------------------- | --------------------------- | ------------------------ |
| Kommun              | 1 253,70      | 98 322                      | 109 783                     | 116 745                  |
| Urban befolkning    | Ingen uppgift | 89 703                      | 102 316                     | Ingen uppgift            |
| ...varav centralort | Ingen uppgift | 88 078                      | 100 387                     | Ingen uppgift            |